# 花木兰 (豫剧)
《花木兰》是一部由剧作家陈宪章和王景中改编自《木兰从军》的豫剧，主唱为豫剧大师常香玉。

## 历史
1951年，经过“豫剧皇后”常香玉的全国义演，成为知名豫剧剧目，荣获第一届戏曲观摩汇演荣誉奖；其中“刘大哥讲话理太偏”唱段，在中国耳熟能详。
1956年10月，长春电影制片厂将豫剧《花木兰》拍摄成戏曲艺术片。
2007年10月，在常香玉版豫剧《花木兰》的基础上重新改编的大型豫剧《花木兰》，在“花木兰的故乡”商丘上演。

## 故事梗概
北魏末年，突厥率兵侵入中原，12道军花木兰之父花狐奉命到前线从军征战，但是花木兰的父亲年老体衰，而花木兰又没有兄长，最后花木兰女扮男装，替父从军，在战场征战12年，取得了赫赫战功，从古至今传为佳话。